# Mala Iablunka, Manevîci
Mala Iablunka (în ucraineană Мала Яблунька) este un sat în comuna Dovjîțea din raionul Manevîci, regiunea Volînia, Ucraina.

## Demografie
Componența lingvistică a localității Mala Iablunka
     Ucraineană (99,35%)
     Alte limbi (0,65%)
Conform recensământului din 2001, majoritatea populației localității Mala Iablunka era vorbitoare de ucraineană (99,35%), existând în minoritate și vorbitori de alte limbi.